# Guendalina
Pour plus de détails, voir Fiche technique et Distribution.
Guendalina est une coproduction franco-italienne, réalisée en 1957 par Alberto Lattuada.

## Synopsis
À Viareggio, station balnéaire sur la mer Tyrrhénienne, l'été touche à sa fin : Guendalina, jeune adolescente de quinze ans, flirte avec Oberdan, le neveu du maître-baigneur, sans grande conviction et surtout pour dissiper son ennui. Ses parents milliardaires s'apprêtent, quant à eux, à divorcer... Cette situation préoccupe beaucoup Guendalina, qui s'efforce de rapprocher ses parents. Elle finit également par aimer Oberdan, qui fait preuve de bonté et de constance. Le père de Guendalina revient bientôt et, malgré ses infidélités, se réconcilie avec Francesca, son épouse. Mais ses fonctions l'appellent aussi à Londres, et Guendalina constate amèrement la fin de son idylle amoureuse avec Oberdan, qui vient pourtant d'apprendre une heureuse nouvelle : il est reçu à son examen...

## Fiche technique
- Titre original : Guendalina
- Titre en France : Guendalina
- Réalisation : Alberto Lattuada
- Scénario : Valerio Zurlini, Alberto Lattuada, Leo Benvenuti, Piero De Bernardi, Jean Blondel
- Assistants réalisateur : J. Blondel, Graziolina Campori
- Photographie : Otello Martelli, noir et blanc
- Musique : Piero Piccioni
- Décors : Maurizio Serra
- Montage : Eraldo Da Roma
- Durée : 103 min
- Production : Carlo Ponti Cinematografica (Rome) / Les films Marceau (Paris)
- Pays de production :  Italie /  France
- Langue originale : italien
- Année de réalisation : 1957
- Dates de sortie :
  - Italie : 20 février 1957
  - France : 4 octobre 1957
- Genre : comédie dramatique
- Affiche : Constantin Belinsky (France)

## Distribution
- Jacqueline Sassard : Guendalina
- Raf Vallone : son père, Guido
- Sylva Koscina : sa mère, Francesca
- Raf Mattioli : Oberdan
- Leda Gloria : la mère d'Oberdan
- Carla Gravina : l'amie de Guendalina
- Giancarlo Cobelli

## À noter
- Valerio Zurlini, inspirateur du scénario, souhaitait réaliser le film, mais les producteurs choisirent Alberto Lattuada. De fait, Guendalina évolue dans une tonalité moins grave, plus proche de la comédie, mais dans laquelle les composantes sexuelles dans les relations amoureuses s'énoncent nettement. D'autre part, Guendalina apparaît comme un des premiers films italiens traitant, dans tous ses aspects, de l'éveil des sentiments amoureux chez des adolescents. Alberto Lattuada ne s'en tiendra d'ailleurs pas à ce seul film poursuivant dans cette voie avec Les Adolescentes (I dolci inganni) et La Novice, tous deux réalisés en 1960.
- Pour Filippo Maria De Sanctis, Guendalina "apporte dans l'œuvre de Lattuada des suggestions nouvelles". Il perçoit dans "Guendalina, incarnée par une Jacqueline Sassard, à l'orée d'une vie de femme, le portrait d'une adolescente tracé de la pointe du pinceau", même si celui-ci est traversé parfois de "quelques saillants aigus (...) s'harmonisant heureusement avec l'âcre parfum d'un caractère de jeune fille en fleur". Un tel portrait qui "mêle la fragilité et l'âpreté psychologique" permet au "film, malgré la modestie de ses ambitions", d'être une "intéressante définition d'un personnage de notre temps" (Filippo Maria De Sanctis, Premier Plan, mai 1965).
- Qualité louée par Giauco Viazzi qui, dans une lettre adressée à Lattuada, en avril 1957, considère que, dans Guendalina, "les personnages ne sont pas "construits" ou "pensés", mais réalisés. Ils vivent dans leur vérité complexe leur aventure, avec cette spontanéité intérieure qui est pour moi la condition sine qua non pour faire œuvre artistique."
- Guendalina marque l'entrée dans le monde du cinéma de Carla Gravina, alors âgée de 15 ans.

## Récompenses et distinctions
Le film a été présenté en sélection officielle en compétition au Festival de Cannes 1957.